# Plage des Amandiers

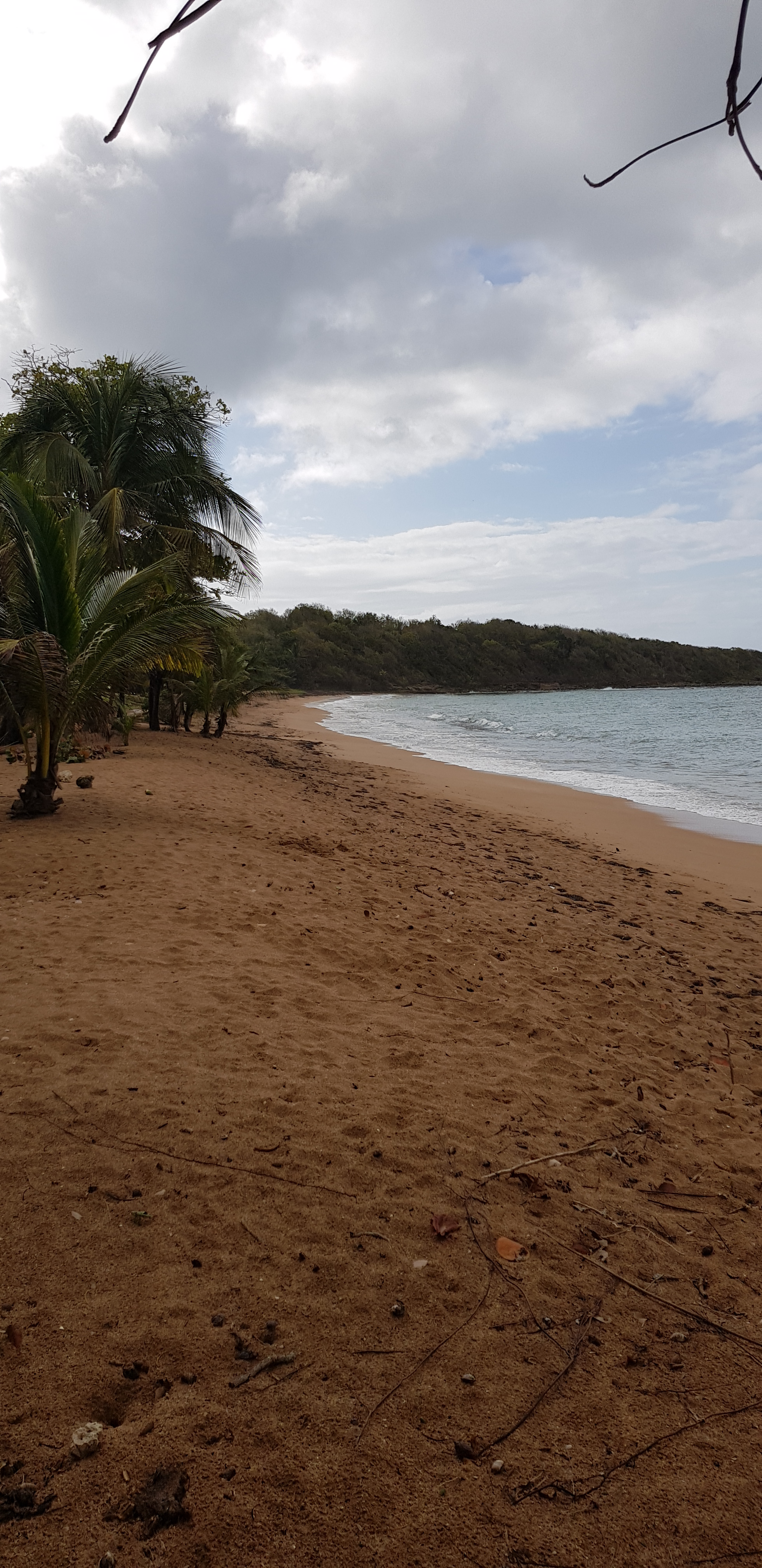
Plage des Amandiers

La plage des Amandiers est une plage de sable doré d'un demi kilomètre située à l'ouest Sainte-Rose, en Guadeloupe. Elle se trouve entre la Pointe Madame et la Pointe à Latanier.

## Description
Large plage très ombragée s'étendant sur 546 m, il s'y trouve six carbets abrités pour le pique-nique ainsi qu'un bloc sanitaire avec des douches pour se rincer.
Au niveau sécurité, la plage est légèrement enclavée ce qui limite la taille des vagues lors de fortes houles, mais il n’y a pas de poste de surveillance.